# Dreamcatcher (roman)
Dreamcatcher (denumire originală Dreamcatcher) este un roman de Stephen King publicat inițial de editura Scribner în 2001.
Potrivit autorului titlul (de lucru) inițial al cărții a fost "Cancer." Soția sa Tabitha King, l-a îndemnat să-l schimbe.

## Prezentare
Dreamcatcher are loc lângă orașul fictiv Derry, Maine. Prezintă povestea a patru vechi prieteni: Gary Ambrose "Jonesy" Jones, Pete Moore, Joe "Beaver" Clarendon și Henry Devlin, care-l salvează pe Douglas "Duddits" Cavell, un adolescent care are sindromul Down, de un grup de agresori sadici. Trece timpul, cei patru prieteni se maturizează departe de Duddits, dar mențin legături strânse între ei, împărțind amintiri cu Duddits și se întâlnesc uneori cu toții. Fiecare are propriile sale probleme: Beaver nu se descurcă în relațiile sale cu femeile, Pete este un alcoolic, Henry este un sinucigaș (lucru necunoscut de prietenii săi) și Jonesy aproape că a murit din cauza unui grav accident de mașină atunci când în plin trafic a avut o viziune cu Duddits chemându-l.
Cei patru merg împreună la vânătoare în fiecare an și plănuiesc să-l viziteze pe Duddits la întoarcerea lor din călătoria din acest de la cabana lor din pădure. În timp ce sunt în această excursie, Jonesy găsește un străin dezorientat care delirează rătăcind prin pădure în timpul unui viscol și vorbind despre luminile din cer. Omul prezintă dispepsie și flatulență extremă, dar susține că a mâncat fructe de pădure și licheni în timp ce s-a rătăcit, de asemenea el are o decolorare roșiatică pe fața lui, dar spune că este o erupție alergică. Beaver și Jonesy observă un număr mare de animale care migrează, toate cu o decolorare roșiatică similară.

## Personaje
- Gary Ambrose "Jonesy" Jones
- Pete Moore
- Joe "Beaver" Clarendon
- Henry Devlin
- Douglas "Duddits" Cavell

## Ecranizări
- Dreamcatcher (2003, Talismanul Viselor (film))